# Pascal Lavanchy
Pascal Lavanchy (né le 20 juillet 1968 à Thonon-les-Bains en Haute-Savoie) est un patineur en danse sur glace français. Avec sa partenaire Sophie Moniotte, il a été vice-champion du monde (à Chiba en 1994), vice-champion d'Europe (à Dortmund en 1995) et triple champion de France (1993, 1994 et 1995).
Il a disputé les jeux olympiques d'Albertville et de Lillehammer.

## Biographie

### Carrière sportive
Fils d'une famille de fermiers de la Pointe de Nyon à Morzine (Haute-Savoie), il apprend à patiner à l'école primaire, par le sport scolaire municipal.
Anne Corlay, entraîneur du club de danse sur glace, détectant ses aptitudes et sa motivation, le club décide de le prendre en charge et organise son entraînement quotidien de 5 heures sur place, au palais des sports. Pour  satisfaire à la volonté de ses parents de ne pas obérer sa scolarité, le club l'inscrit au centre national de téléenseignement. Il obtient le baccalauréat avec mention, tout en s'affirmant en catégorie junior de danse sur glace où il se classe cinquième aux mondiaux de 1987 avec sa partenaire Sophie Moniotte.
Soucieux de lui préserver un contexte stable et serein avec son entraîneur originel, le club organise une structure locale de haut niveau en créant des stages internationaux ouverts à l'élite mondiale de la danse sur glace, animés par les entraîneurs Tatiana Tarassova et Betty Calloway.
Constatant que Pascal Lavanchy et Sophie Moniotte excellent en patinage imposé, mais stagnent en programme libre, le fondateur du club Jean-Claude Letessier se rend en  URSS où il comprend très vite que la suprématie soviétique repose sur la transposition au patinage de la chorégraphie pratiquée pour la danse de ballet.A Léningrad, il rencontre Natacha Dabadie, chorégraphe du ballet Kourov, qui assiste Tatiana Tarassova, entraîneur de l'équipe soviétique à Moscou. Il les invite toutes les deux pour animer un stage d'été à Morzine en France. Devant la réussite de cette opération, la Fédération française des sports de glace engage Natacha Dabadie, qui est mariée à un Français, comme directrice technique nationale pour le patinage et la danse sur glace.

### Reconversion
Après avoir mis fin à sa carrière, Pascal Lavanchy devient cascadeur dans l'équipe de Rémy Julienne, reprise par son fils Michel.

## Palmarès
| Compétition                         | 1987    | 1988    | 1989    | 1990    | 1991    | 1992    | 1993    | 1994    | 1995    | 1996    | 1997    | 1998    |  |  |
| Jeux olympiques d'hiver             |         |         |         |         |         | 9e      |         | 5e      |         |         |         | 11e     |  |  |
| Championnats du monde               |         |         |         |         |         | 6e      | 5e      | 2e      | 3e      | F       | 4e      |         |  |  |
| Championnats d’Europe               |         |         | 11e     |         | 9e      | 8e      | 6e      | 5e      | 2e      | F       | 3e      | 7e      |  |  |
| Championnats de France              |         | 3e      | 2e      | F       | 2e      | 2e      | 1er     | 1er     | 1er     | F       | 2e      | 2e      |  |  |
| Championnats du monde juniors       | 5e      |         |         |         |         |         |         |         |         |         |         |         |  |  |
|                                     |         |         |         |         |         |         |         |         |         |         |         |         |  |  |
| Grand Prix ISU                      | 1986/87 | 1987/88 | 1988/89 | 1989/90 | 1990/91 | 1991/92 | 1992/93 | 1993/94 | 1994/95 | 1995/96 | 1996/97 | 1997/98 |  |  |
| Finale du Grand Prix                |         |         |         |         |         |         |         |         |         |         | F       |         |  |  |
| Skate America                       |         |         |         |         |         |         | 2e      | 1er     |         | F       | 3e      |         |  |  |
| Skate Canada                        |         |         | 6e      |         |         | 2e      |         | 1er     |         |         |         |         |  |  |
| Coupe d'Allemagne                   |         |         |         |         |         |         |         |         |         |         | 3e      |         |  |  |
| Trophée de France                   |         |         | 6e      |         | 2e      |         | 1er     |         |         |         |         |         |  |  |
| Trophée NHK                         |         |         |         |         |         | 6e      | 3e      |         | 1er     |         | 1er     |         |  |  |
| Légende : F = Forfait ; A = Abandon |         |         |         |         |         |         |         |         |         |         |         |         |  |  |